# 美功铁路
美功铁路是泰国的一条铁路，使用1,000 mm的窄轨，东起位于曼谷的大羅斗圈西至夜功府的美功。

## 历史
美功铁路始建于两个独立的部分。大进铁路有限公司于1901年成立后开始建设曼谷到龙仔厝府之间的铁路。

## 美功菜市场

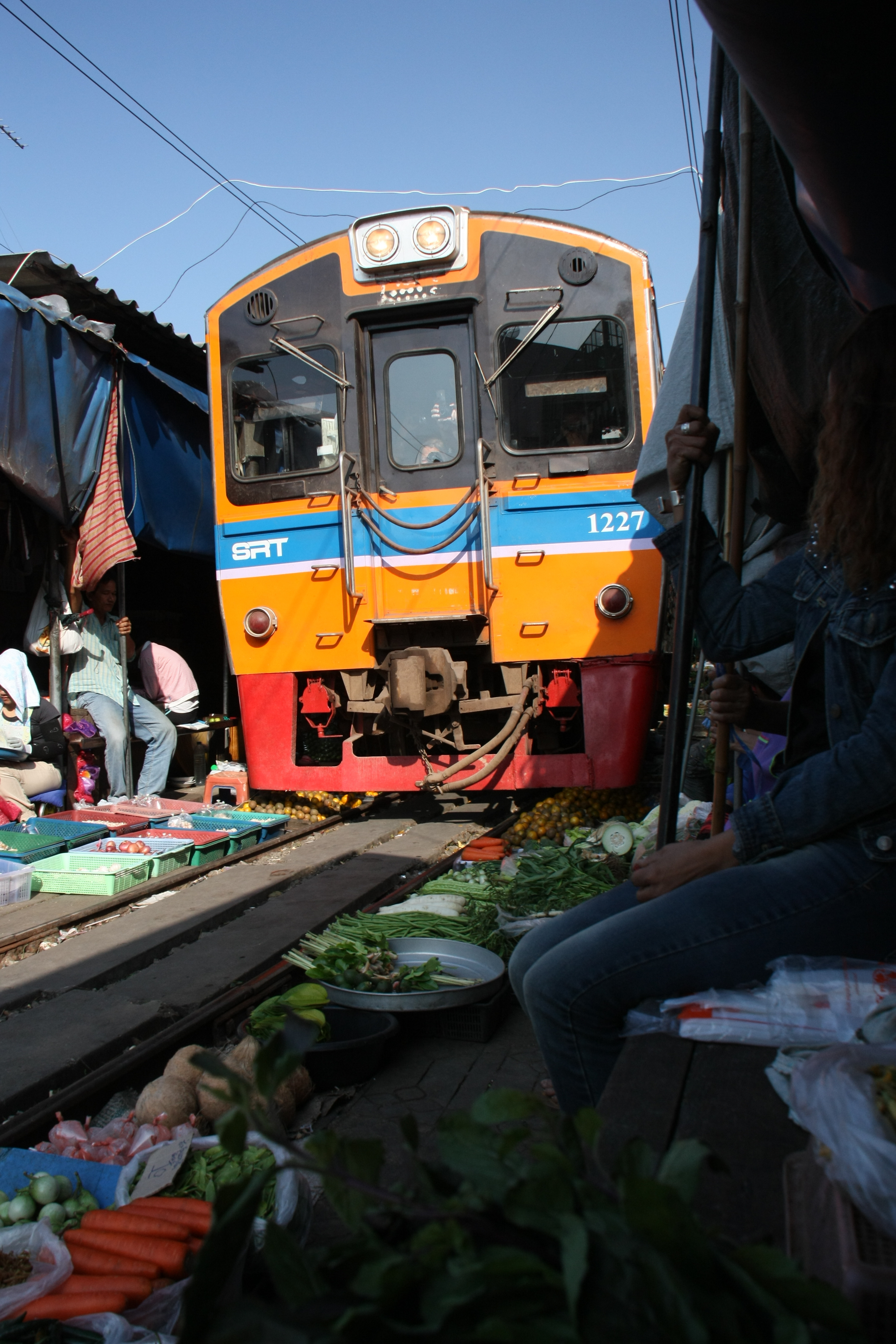
一辆列车穿过菜市场

这条铁路因经过美功菜市场而闻名，从美功站往曼谷方向会穿过美功菜市场，列车穿过的菜市场宽度不足2米，需要市场摊贩收起阻挡铁路的物资让列车通行。